# Doramas
Doramas (Guanartemato de Telde, tra il 1440 e il 1450 – Guanartemato de Gáldar, 30 novembre 1481) è stato un condottiero guanche, guerriero delle Isole Canarie; fu tra i capi della resistenza degli indigeni dell'isola di Gran Canaria e combatté contro l'invasione delle isole da parte della corona di Castiglia alla fine del Quattrocento, intrapresa e finanziata dai re cattolici.

## Biografia
Originario del regno di Telde, apparteneva alla classe sociale degli "axicatnas" (rapati), come gli aborigeni delle Canarie chiamavano i loro plebei. Essi dovevano tenere i capelli corti, a differenza dei nobili, che tenevano i capelli lunghi e godevano di altri privilegi. Il nome di Doramas sembra un epiteto, dal significato di "quello dalla larghe narici".
Di fisico robusto, spalle larghe e media statura, Doramas era conosciuto per la sua destrezza nel combattimento e la sua capacità di comando. In battaglia aveva un'enorme spada di legno e usava a mo' di scudo un disco di legno di dracaena draco bianco, nero e rosso, diviso in settori.

## Imprese militari
Doramas partecipò attivamente alla difesa dell'isola quando la Spagna cominciò la sua conquista nel 1478. Fu elevato al rango di nobile dal Guanarteme (il nome che gli aborigeni davano al loro re) e passò nel regno di Gáldar, nella parte nord dell'isola. All'epoca l'isola di Gran Canaria era divisa in due regni, Telde a sud e Gáldar a nord.
Egli fu a capo delle forze guanci situate nella zona settentrionale dell'isola che opponevano grande resistenza all'invasione rifugiandosi su quel monte che oggi, in sua memoria, si chiama Monte Doramas. I suoi successi al comando dell'esercito canario fecero sì che venne eletto egli stesso guanarteme, caso unico che si conosca di plebeo giunto a ricoprire tale carica.
Doramas acquisì tale fama in guerra che il capitano castigliano Pedro de Vera intraprese una campagna decisiva contro di lui personalmente, attaccandolo sul suo stesso terreno. Il 20 agosto 1481 ebbe inizio un aspro combattimento nella regione di Arucas, nel corso del quale Doramas cadde, ferito da una lancia, e successivamente morì. Il cadavere venne decapitato e la sua testa venne esposta nella città di Las Palmas come monito per la popolazione indigena. Il 30 novembre 1481, nella stessa regione ebbe luogo la Battaglia di Arucas tra i combattenti indigeni e le truppe di Pedro de Vera, che si concluse con la sconfitta e l'annientamento della resistenza isolana.
In seguito, Gran Canaria venne incorporata nella Corona di Castiglia il 29 aprile 1483.
Dopo quella guerra, al momento di battezzare i discendenti di certi nobili guanci fu concessa loro la possibilità di mantenere il proprio nome indigeno. Ai discendenti di Doramas è stato lasciato il nome di famiglia "Oramas", uno dei pochi di origine autenticamente canaria che sussista ancora ai nostri giorni.